# Rubus killipii
Rubus killipii là loài thực vật có hoa trong họ Hoa hồng. Loài này được A. Berger miêu tả khoa học đầu tiên năm 1926.